# Evangelii nuntiandi
La exhortación apostólica postsinodal Evangelii Nuntiandi del papa Pablo VI trata de la evangelización en el mundo actual y está fechada el 8 de diciembre de 1975.  La exhortación afirma la importancia de la evangelización como tarea de todos los católicos, y no sólo del clero o de los religiosos consagrados.
Fue publicada tras la finalización de la III Asamblea General del Sínodo de los Obispos, que se celebró entre el 27 de septiembre y el 26 de octubre de 1974, había tratado de ese mismo tema: "La evangelización del mundo actual"; con  ella Pablo VI inició una costumbre que ha sido seguida por sus sucesores al escribir una exhortación apostólica después de la celebración de cada una de las Asambleas Generales del Sínodo de los Obispos, y en ocasiones, también de Asambleas Especiales del Sínodo.

## Contenido
En los primeros seis capítulos describe a Cristo como autor de la evangelización, y a la Iglesia católica y sus representantes como portadores de dicha Evangelización, más allá de sus contenidos, enfoques, y métodos. En ellos se afirma la importancia de la Evangelización como tarea primaria de todos los católicos, rechazando la idea de que es una tarea exclusiva del clero o de los religiosos consagrados.
Del capítulo séptimo al noveno concluye hablando del espíritu de la evangelización. Explica que la evangelización es posible mediante el poder del Espíritu Santo y tiene como objetivo la unidad en la fe. La verdad inspirada y el amor mueven a todos los miembros de la iglesia a hacerse partícipes de esta evangelización, pues Dios quiere que todos los hombres se salven y lleguen al conocimiento de la verdad. Esto debe hacerse también dentro de la vida diaria de cada hombre o mujer.

## Estructura
1. Del Cristo evangelizador a la Iglesia evangelizadora
2. ¿Qué es evangelizar?
3. Contenido de la evangelización
4. Medios de evangelización
5. Los destinatarios de la evangelización
6. Agentes de la evangelización
7. El espíritu de la evangelización
8. Conclusión